# Wolf-Dieter Kohler
Wolf-Dieter Kohler (* 13. März 1928 in Pforzheim; † 23. Dezember 1985) war ein deutscher Kunst- und Glasmaler.

## Leben
Wolf-Dieter Kohlers Mutter Elise Kohler geb. Schleppe war Ausdruckstänzerin und lehrte diese Tanzform im Stil von Mary Wigman. Sein Vater Walter Kohler war Maler. Dieser stammte aus einer Theologenfamilie über viele Generationen, wurde aber Kunstmaler und Mitbegründer der „Stuttgarter Sezession“. Wolf-Dieter Kohler besuchte das altsprachliche Eberhard-Ludwigs-Gymnasium in Stuttgart. Mit siebzehn Jahren wurde er mit seinen Mitschülern als Flakhelfer zum Dienst an einer Flugabwehrkanone zur Abwehr von Luftangriffen auf Stuttgart zwangsverpflichtet.
Den Beruf des bildenden Künstlers lernte Wolf-Dieter Kohler zunächst bei seinem Vater. Er studierte ab 1946 an der Staatlichen Akademie der Bildenden Künste in Stuttgart und wurde Meisterschüler von Rudolf Yelin. Im Jahr 1951 ließ sich Kohler als freischaffender Künstler in Stuttgart nieder. Ein Schwerpunkt seiner Kunst lag in der Umsetzung biblischer Motive in architekturgebundenen Werken. Bischof i. R. D. Helmut Claß sagt von ihm: „Im Mittelpunkt steht ohne Zweifel sein figürliches, personales Werk. Der Mensch – nicht als Zerrbild seiner selbst, sondern als geschöpfliches Gegenüber Gottes, soll deutlich erkennbar sein.“ Dazu kommt ein intensives Frühwerk mit Landschaftsaquarellen und Porträts in Öl. Die Ölmalerei praktizierte er in allen Schaffensphasen. Wolf-Dieter Kohler schuf in mehr als 200 Kirchen, hauptsächlich in Baden-Württemberg, Gemälde, Mosaiken, Reliefs und Kirchenfenster. Daneben hat Kohler auch Wandbehänge und Altarkreuze gestaltet. Professor Rüdiger Görner (London) schreibt: „Kohlers Landschaften beheimaten den Betrachter in der Farbe“. Eine schwere Krankheit setzte seinem künstlerischen Wirken 1985 ein Ende. Er liegt auf dem Stuttgarter Waldfriedhof begraben.
Nach zwei Generationen Künstler setzte der 1958 geborene Sohn Christian Kohler wieder die Pfarrertradition fort.

## Werke (Auswahl)
Werke des Künstlers finden sich in mehr als zweihundert Kirchen, Schulen und Kliniken.
- 1953: Johanneskirche Wernau[2]

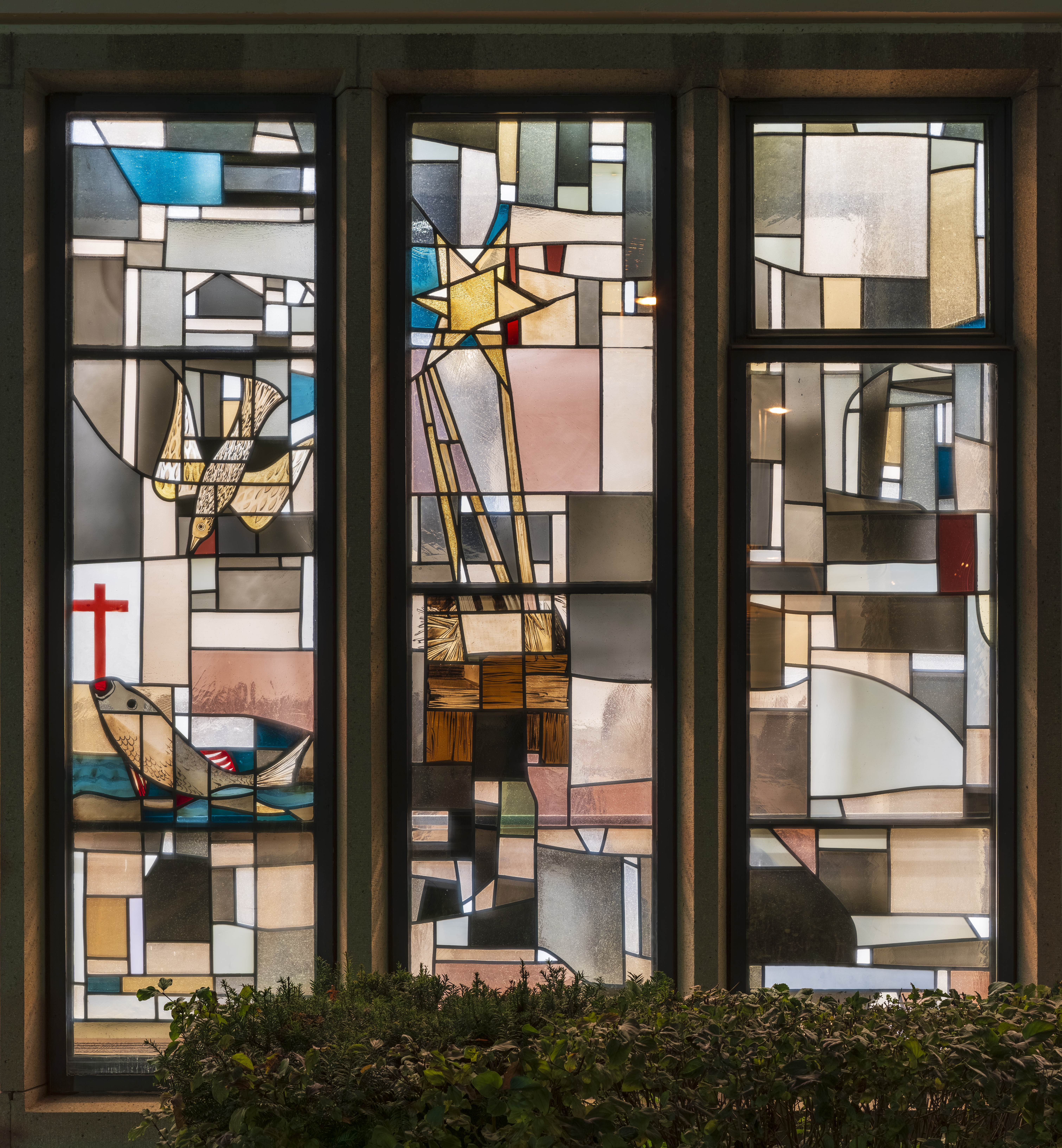
Glasfenster in der Auferstehungskirche, Heilbronn-Böckingen (1959)

- 1953: Stiftskirche in Stuttgart, Chorfenster links, 1954 vollendet
- 1954: Pauluskirche (Aschaffenburg), Christusmosaik
- 1955: Ulrichskapelle Birkmannsweiler
- 1955: Johanneskirche Kornwestheim
- 1955: Stephanuskirche Neuweiler
- 1956: Andreäkirche Stuttgart Bad Cannstatt (erstes Fenster, ca. 6 × 8 m, gegenständlich, 1972 durch Gewitter zerstört, siehe unten)
- 1957: Leonhardskirche Stuttgart, Chorfenster
- 1957: Nikolauskirche Deckenpfronn
- 1958: Markuskirche Stuttgart
- 1958: Stiftskirche in Stuttgart; Pfingstfenster in der Taufkapelle, Fenster im Schiff, Südseite
- 1959: Nikolaikirche Heilbronn
- 1959: Auferstehungskirche Heilbronn-Böckingen
- 1959: Ulmer Münster: „Heimkehrerfenster“ und „Himmelfahrtsfenster“ 1962
- 1962: Nikolauskirche Igelsberg
- 1962: Martinskirche Neuffen, 1963 vollendet
- 1963: Stadtkirche Bad Cannstatt
- 1964: Kirchenburg St. Remigius Weil der Stadt-Merklingen
- 1966: Martinskirche Stuttgart-Plieningen
- 1966: Stiftskirche Beutelsbach: Drei Fenster zu den Themen Taufe – Großes Abendmahl – Barmherziger Samariter
- 1968: Münsterkirche im ehemaligen Kloster Reichenbach in Baiersbronn, Chorfenster
- 1968: Johanneskirche Münchingen, Chorfenster zu den evangelischen Sakramenten „Taufe“ und „Abendmahl“
- 1970: Philipp-Matthäus-Hahn-Kirche in Albstadt-Onstmettingen
- 1970: Thomaskirche in Hörnum auf Sylt
- 1972: St. Nikolaus, Isny im Allgäu, Apsisfenster
- 1973: Bartholomäuskirche Nordheim (Württemberg), Chorfenster
- 1974: Andreäkirche Stuttgart Bad Cannstatt (zweites Fenster „Abstraktes Farbenspiel zum Meditieren“)
- 1976: Auferstehungskirche Agenbach
- 1978: St.-Peter-Kirche Rantum auf Sylt
- 1979: Laurentiuskirche in Neckarweihingen
- 1982: Laurentiuskirche Höfingen
- Martinskirche Affalterbach
- Klosterkirche Alpirsbach
- St. Petronellakirche Ilshofen
- Klosterkirche Maulbronn
- Evangelische Kirche Raidwangen
- Stiftskirche Tübingen
- Evangelische Kirche Zwerenberg